# Burbuja del mercado de valores
Una burbuja del mercado de valores es un tipo de burbuja económica que tiene lugar en los mercados de valores cuando los participantes del mismo llevan los precios de las acciones por encima de su valor en relación con el sistema de valoración de acciones.
Las teorías sobre el comportamiento financiero atribuyen las burbujas del mercado de valores a sesgos cognitivos que desembocan en pensamiento colectivo y comportamiento de masas. Estas burbujas no solamente ocurren en mercados reales con su intrínseca incertidumbre, pues también tienen lugar en mercados altamente predecibles y experimentales.
En un entorno controlado, la incertidumbre se debería eliminar y el cálculo del retorno esperado debería suponer un ejercicio matemático simple, pues los participantes están dotados con activos que definidos para tener una vida útil limitada y una probabilidad conocida de distribución de dividendos. Otras explicaciones teóricas de las burbujas del mercado de valores sugieren que se trata de un fenómeno racional, intrínseco y contagioso.

## Historia
Históricamente, las burbujas en los mercados de valores así como las caídas financieras tienen sus raíces en las actividades financieras de la República de los Países Bajos durante el siglo XVII, el lugar donde nació el primer mercado de intercambio y venta de valores formal de la historia. La Tulipomanía o Crisis de los Tulipanes que tuvo lugar durante la década de 1630, se considera generalmente la primera burbuja especulativa (o burbuja económica) conocida en el mundo.

## Ejemplos
Dos de las primeras burbujas del mercado de valores más conocidas fueron la Compañía del Misisipi en Francia y la Compañía del Mar del Sur en Inglaterra. Ambas burbujas terminaron con un final abrupto en 1720, llevando a miles de inversores a la quiebra. Estas historia, y muchas otras se recogen en el famoso informe de Charles Mackay “Extraordinary Popular Delusions and the Madness of Crowds”.

El índice del NASDAQ Composite se disparó al final de los años noventa y más tarde cayó bruscamente como resultado de la Burbuja Puntocom.

El Nikkei 225.

Las dos burbujas más famosas del siglo XX, la burbuja de los mercados americanos en los años 20 justo antes del Crash de Wall Street en 1929 y la consiguiente Gran Depresión, y la Burbuja Puntocom del final de los años noventa se basaron en actividad especulativa en torno al desarrollo de nuevas tecnologías. Durante los años veinte se introdujeron un rango increíble de innovaciones tecnológicas incluyendo radio, automóviles, aviación y el desarrollo de redes eléctricas. La década de los noventa fue durante la cual Internet y las tecnologías de comercio en línea emergieron.
Otras burbujas del mercado de valores conocidas incluyen el Encilhamento que ocurrió en Brasil durante el final de los años ochenta y el principio de los noventa, la caída de las acciones de Nifty Fifty a principios de los setenta, y la caída de las acciones taiwanesas desde 1987 a 1989 y finalmente la burbuja financiera e inmobiliaria en Japón a finales de los años ochenta.
Las burbujas de los mercados de valores frecuentemente se producen en mercados con mucha afluencia durante las ofertas públicas de venta, ya que los bancos de inversión, así como sus clientes, ven la oportunidad de conseguir nuevos activos financieros a precios incrementados por la inflación. Estos mercados IPO con tanta afluencia conducen a una mala asignación de los recursos hacia áreas dictadas por tendencias especulativas, en lugar de hacia empresas generando valor económico que se mantiene en el tiempo. Normalmente cuando hay demasiada abundancia de IPOs en una burbuja del mercado, una gran porción de las compañías que salen a bolsa fracasan completamente y nunca consiguen lo prometido a los inversores, llegando incluso a ser un medio para el fraude.

## ¿Racional o irracional?
Los sesgos emocionales y cognitivos (ver finanzas conductuales) parecen ser las causas de las burbujas, pero a menudo, cuando el fenómeno aparece, los expertos intentan encontrar una razón racional. Por consiguiente, en ocasiones, el público general descarta las objeciones sobre los mercados sobrevalorados refiriéndose a una nueva economía donde las antiguas reglas de la valoración de acciones no se pueden aplicar. Este tipo de pensamiento ayuda a propagar aún más la burbuja a través del cual todo el mundo invierte intentando encontrar un “greater fool”. Aun así algunos analistas citan el conocimiento de las masas y establecen que los movimientos de precio reflejan expectaciones racionales de retornos fundamentales. Los mayores negociantes se convierten en lo suficientemente poderosos para agitar los mercados generando burbujas en el mercado financiero. .
Para atender a las afirmaciones entre la economía conductual y la teoría de los mercados eficientes, los observadores necesitan encontrar una burbuja que ocurra cuando una medida disponible fácilmente también se puede observar. La burbuja en los depósitos a plazo fijo a finales de los años ochenta nos resulta instructiva en esta situación, ya que se trata de burbujas que ocurren en mercados de activos experimentales. De acuerdo con la hipótesis del mercado eficiente, esto no ocurre, y todos los datos que lo afirmen son incorrectos. En el caso de los depósitos a plazo fijo, se pueden comparar los precios de las acciones al valor neto del activo por participación (el valor neto del número total de propiedades de los fondos dividido por el número de porciones pendientes). En el caso de los mercados de activos experimentales se pueden comparar los precios de las acciones con el retorno esperado de la posesión de las acciones (lo que el investigador determina y comunica a los negociantes)
En ambos casos, los depósitos a plazo fijo y los mercados experimentales, los precios de las acciones claramente distan de los valores fundamentales.
El ganador del premio Nobel Dr. Vernon Smith ha ilustrado el fenómeno de los depósitos a plazo fijo con un gráfico que muestra los precios y valor neto de los fondos españoles en 1989 y 1990 en su investigación sobre las burbujas. En su valor más alto, los fondos españoles tenían un precio más o menos por 35 dólares, casi el triple de su valor neto de activo de más o menos 12 dólares por participación. Al mismo tiempo que los fondos españoles y otros depósitos a plazo fijo de ciertos países se comerciaban con una prima muy elevada, el número de depósitos a plazo fijo disponibles se disparó gracias a muchas cuestiones creando nuevos fondos nacionales y vendiendo las IPOs a primas muy elevadas.
Solamente se necesitaron unos cuantos meses para que las primas de los depósitos a plazo fijo se disiparan en favor del porcentaje de intereses más típicos con los que se comercia en con depósitos a plazo fijo. Aquellos que invirtieron en estos bonos con un prima prima elevada habían pecado de “greater fools”. Sin embargo, durante cierto tiempo las provisiones de los que habían actuado como “greater fools” fueron extraordinarias.

## Retroalimentación positiva
Un precio en incremento de cualquier acción atraerá la atención de los inversores. No todos inversores están dispuestos o interesados en estudiar el valor intrínseco de la acción y para este tipo de inversores el aumento del precio es razón suficiente para invertir. En cambio, la inversión adicional les proveerá flotabilidad para el precio, por consiguiente completando un bucle de retroalimentación positiva.
Como todos los sistemas dinámicos, los mercados financieros operan en un equilibrio muy cambiante, que se traduce en una elevada volatilidad del precio. Sin embargo, un auto-ajuste (retroalimentación negativa) tiene lugar normalmente: cuando los precios aumentan, más gente está dispuesta a vender, mientras que menos personas están dispuestas a comprar. Esto hace que la volatilidad tenga un cierto límite. Sin embargo, una vez que se impone la retroalimentación positiva, el mercado, como todos los sistemas con este rendimiento, entra en un estado de desequilibrio creciente. Esto se puede observar en las burbujas financieras donde el precio de los activos se dispara súbitamente, muy por encima de lo que se podría considerar una valoración económica normal, para luego caer rápidamente.

## Efecto de los incentivos
Los asesores financieros, como los directivos de los fondos de inversiones mobiliarias, son compensados económicamente como consecuencia a su actuación gestionando las inversiones de los clientes. Por ello, tomar una posición conservadora u opuesta con respecto a la formación de una burbuja puede resultar en una actuación perjudicial para las finanzas de sus clientes. Esto podría causar el deseo de estos clientes de acabar con sus inversiones, lo que afecta al empleo y compensación del propio gerente. El enfoque típico a corto plazo de los mercados estadounidenses agrava el riesgo que asumen los asesores financieros, que no participan durante el proceso de formación de una burbuja, particularmente de una que se construye durante un periodo largo de tiempo. En un intento de maximizar el retorno para los clientes y mantener su empleo, los asesores financieros pueden participar racionalmente en una burbuja en formación, ya que los beneficios de hacerlo son mayores que el riesgo de no hacerlo.